# Abraham Silberschatz
Abraham Silberschatz (Haifa, 1 de mayo de 1947) es un doctorado en Informática graduado en 1976 en la Universidad Estatal de Nueva York en Stony Riachuelo. Obtuvo título honorífico de "J. Weinberg Professor" en informática en la Universidad Yale en 2005.

## Trayectoria
Dirigió el del departamento de Informática de Yale de 2005 a 2011. Antes de llegar a Yale, en 2003, fue Vicepresidente  del Centro de Búsqueda de Ciencias de Información en los Laboratorios Bell. Anteriormente dirigió el comité de profesores en la Universidad de Texas en Austin, donde imparte enseñanza hasta que 1993. Sus foco de investigación incluyen sistemas de base de datos, sistemas operativos, sistemas de almacenamiento, y administración de red. Silberschatz fue elegido miembro de la ACM (es un premio y una beca que reconoce a los miembros destacados de la Association for Computing Machinery (ACM).) en 1996 y recibió el Premio al Educador Destacado Karl V. Karlstrom en 1998 Fue elegido miembro del Instituto de Ingenieros Eléctricos y Electrónicos (conocido por la sigla IEEE) en 2000 y recibió el Premio de Educación IEEE "Taylor L. Booth" en 2002 por "enseñar, asesorar y escribir libros de texto influyentes en las áreas de sistemas operativos y sistemas de bases de datos". 
Fue elegido como socio de AAAS en 2009. Silberschatz es miembro de la Academia de Ciencias e Ingeniería de Connecticut.
Su trabajo ha sido citado en muchas bibliografías, se estima que tiene unas 34,000 referencias en otros libros.[cita requerida]

## Libros
- Conceptos de sistema operativo, 9.ª Edición, publicado en 2013 por Avi Silberschatz, Peter Galvin y Greg  Gagne
- Conceptos de sistema operativo Essentials, 2.ª Edición, publicado en 2013 por Avi Silberschatz, Peter Galvin y Greg  Gagne
- Conceptos de Sistema de la base de datos, 6.ª Edición, publicado en 2010 por Avi Silberschatz, Henry F. Korth Y S.Sudarshan